# Сродство
Сродство је блиска веза по пореклу која се изражава различитим степенима као што су: крвно сродство, духовно, национално и сл. Сродство има значајан утицај на остваривање различитих социјалних контаката, као и на обавезе које из тога проистичу. Ово се нарочито односи на родитеље и децу, као и на друге по сродству блиске особе. Антрополог Робин Фокс наводи да је „проучавање сродства проучавање онога што човек ради са овим основним животним чињеницама – парење, трудноћа, родитељство, социјализација, сроднички односи итд.“ Људско друштво је јединствено, тврди он, по томе што „радимо са истим сировим материјалом који постоји у животињском свету, али [ми] га можемо концептуализовати и категоризовати да служи друштвеним циљевима.“ Ови друштвени циљеви укључују социјализацију деце и формирање основних економских, политичких и верских група.
Уопштено говорећи, може се сматрати да обрасци сродства укључују људе који су повезани и по пореклу – тј. друштвеним односима током развоја – и по браку. Људски сроднички односи кроз брак се обично називају „афинитетом“ за разлику од односа који настају у нечијој групи порекла, која се може назвати групом порекла. У неким културама се може сматрати да се сроднички односи протежу на људе са којима појединац има економске или политичке односе или друге облике друштвених веза. Унутар културе, може се сматрати да неке групе порекла воде назад до богова или животињских предака (тотема). Ово се може замислити на мање или више дословној основи.

## Основни појмови

### Брак (афинитет)
Брак је друштвено или ритуално призната заједница или правни уговор између супружника који успоставља права и обавезе између њих, њих и њихове деце, и између њих и њихових тазбина. Дефиниција брака варира у зависности од различитих култура, али он је углавном институција у којој се признају међуљудски односи, обично интимни и сексуални. Када се широко дефинише, брак се сматра културном универзалијом. Широка дефиниција брака укључује оне који су моногамни, полигамни, истополни и привремени.
Чин брака обично ствара нормативне или законске обавезе између укључених појединаца и сваког потомства које они могу произвести. Брак може резултирати, на пример, „заједницом између мушкарца и жене тако да су деца рођена од жене признати легитимни потомци оба партнера.“ Едмунд Лич је тврдио да се ниједна дефиниција брака не примењује на све културе, али је понудио листу од десет права која се често повезују са браком, укључујући сексуални монопол и права у односу на децу (са посебним правима која се разликују у различитим културама).
Постоје велике међукултуралне варијације у друштвеним правилима која регулишу избор партнера за брак. У многим друштвима избор партнера је ограничен на одговарајуће особе из одређених друштвених група. У неким друштвима важи правило да се партнер бира из сопствене друштвене групе појединца – ендогамија, то је случај у многим класним и кастинским друштвима. Али у другим друштвима партнер мора бити изабран из групе различите од сопствене – егзогамија, то је случај у многим друштвима која практикују тотемску религију где је друштво подељено на неколико егзогамних тотемских кланова, као што је већина абориџинских аустралијских друштава. Бракови између родитеља и деце, или између пунолетне браће и сестара, уз неколико изузетака, су сматрани инцестом и забрањени. Међутим, бракови између удаљенијих рођака били су много чешћи, а једна процена је да је 80% свих бракова у историји било између других рођака или ближих рођака.

### Алијанса (системи брачне размене)
Системски облици преференцијалног брака могу имати шире друштвене импликације у смислу економске и политичке организације. У широком спектру друштава заснованих на лозама са класификационим системом сродства, потенцијални супружници се траже из одређене класе сродника како је одређено правилом о браку. У оној мери у којој се дешавају редовни бракови који прате прописана правила, лозе су међусобно повезане у фиксним односима; ове везе између лоза могу формирати политичке савезе у друштвима у којима доминира сродство. Француски структурални антрополог Клод Леви-Строс развио је теорију савеза да би објаснио „елементарне“ структуре сродства које су настале ограниченим бројем могућих прописаних правила брака.
Клод Леви-Строс је у Елементарним структурама сродства (1949) тврдио да је табу инцеста захтевао размену жена између група сродства. Леви-Строс је тако померио нагласак са група порекла на стабилне структуре или односе између група које су створила преференцијална и прескриптивна правила брака.